# ピアノ協奏曲第3番 (ヴィラ＝ロボス)

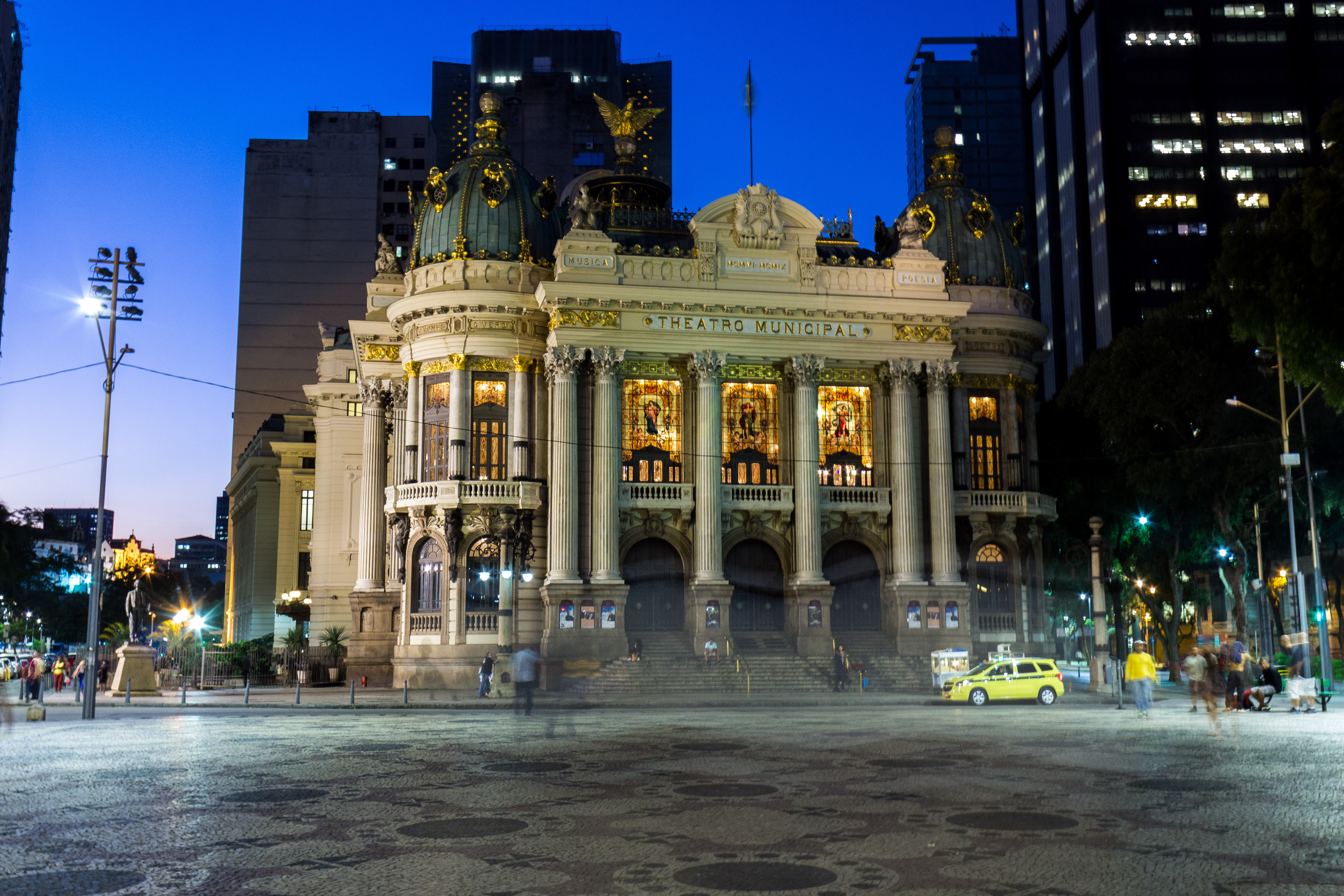
初演の舞台となったリオデジャネイロ市立劇場。

ピアノ協奏曲第3番 W512 は、エイトル・ヴィラ＝ロボスが1952年から1957年にかけて作曲したピアノ協奏曲。

## 概要
ヴィラ＝ロボスは1952年にリオデジャネイロで本作の作曲を開始したが、他の委嘱が舞い込んだことによる仕事の中断を挟み、ようやく1957年にニューヨークで完成させた。この時には既に第4番を作曲してから5年、第5番を完成して3年が経過していた。初演は1957年8月24日にリオデジャネイロ市立劇場においてアルナルド・エストレッラの独奏、エレアザール・デ・カルヴァーリョ指揮、ブラジル交響楽団の演奏で行われた。曲はエストレッラに献呈された。
本作は初演以来顧みられることは少なくなっているが、ヴィブラフォンとチェレスタが使用されて特筆すべき音響効果を上げている。

## 楽器編成
ピアノ独奏、ピッコロ、フルート2、オーボエ2、コーラングレ、クラリネット2、バスクラリネット、ファゴット2、コントラファゴット、ホルン4、トランペット2、トロンボーン2、チューバ、ティンパニ、打楽器（タムタム、シンバル、ヴィブラフォン）、チェレスタ、ハープ、弦五部。

## 楽曲構成
全4楽章で構成される。演奏時間は約26分。
1. Allegro non troppo
2. Andante con moto
3. Scherzo (Vivace) – Cadenza
4. Allegro vivace (decisivo)

エオリア旋法の透明な第1楽章の主題は、セルゲイ・プロコフィエフの一部の協奏曲の開始部やバルトーク・ベーラのピアノ協奏曲第3番を想起させる。全般的に本作は「無主題」的となっており、特徴的な旋律を置くことを避けて作られている。緩徐楽章は例外であり、抒情的で鮮明な主題群に彩られている。

## 関連文献
- Appleby, David P. 2002. Heitor Villa-Lobos: A Life (1887–1959). Lanham, Maryland: Scarecrow Press. ISBN 978-0-8108-4149-9.
- Fortes Filho, Raimundo M. de Melo. 2004. Concerto Para Piano e Orquestra n. 1 de Villa-Lobos: Um Estudo Analítico-Interpretativo. Masters thesis, Universidade Federal da Bahia.
- Johnson, Bret. 1992. "Villa-Lobos: Piano Concertos Nos. 1–5 by Cristina Ortiz, Miguel Gomez- Martinez". Tempo, New Series, No. 182, Russian Issue (September): 60–61.
- Peppercorn, Lisa M. 1984. Villa-Lobos's Commissioned Compositions.  Tempo, New Series, No. 151 (December), pp. 28–31.